# Zaphne tristis
Zaphne tristis är en tvåvingeart som först beskrevs av Ringdahl 1926.  Zaphne tristis ingår i släktet Zaphne och familjen blomsterflugor. Arten är reproducerande i Sverige. Inga underarter finns listade i Catalogue of Life.